# Charles Richet
Charles Robert Richet (Paris, 26 de agosto de 1850 — Paris, 4 de dezembro de 1935) foi um médico fisiologista francês, vencedor do Prêmio Nobel de Fisiologia de 1913, famoso por seu trabalho em anafilaxia, mas também por seus estudos dos efeitos do tratamento com anticorpos, e pelas primeiras tentativas de tratar o câncer com soroterapia.
Versátil, Richet contribuiu com os campos da neurologia e psicologia, além de ser um poeta, dramaturgo, pacifista e pioneiro da aviação.
Interessou-se também por fenômenos paranormais,sendo considerado o pai da metapsíquica, pseudociência precursora da parapsicologia.

## Vida pessoal
Richet nasceu em Paris, França, em 26 de agosto de 1850, em uma família abastada e socialmente proeminente. Seu pai, Louis Dominique Alfred Richet, era chefe do Departamento de Cirurgia da Faculdade de Medicina de Paris, além de chefe de cirurgia do Hospital Hôtel Dieu. Sua mãe se chamava Eugenie Renouard Richet.
Visitando regularmente seus avós maternos, foi influenciado pela personalidade de seu avô, Charles Renouard, jornalista liberal e especialista em direito marítimo, que lhe incutiu a busca incessante por conhecimento, e fez com que florescesse o interesse por temas como latim, vela, artes e literatura, dentre muitos outros.

### Primeiros anos, formação e casamento
Em 1861, ingressou no prestigiado Liceu Bonaparte. Dedicou-se muito pouco aos estudos, preferindo a escrita de poesias e peças teatrais. Com seu amigo Paul Fournier, escreveu um livro de versos, intitulado "Le livre d'or de la comtesse Diane", contendo brincadeiras e "bons mots", que acabou sendo publicado sob o título "Maximes de la vie". Foi durante este período de sua vida que Richet começou a se interessar por parapsicologia.
Em 1867, formou-se no Liceu e obteve o bacharelado. Querendo agradar ao pai, matriculou-se na Faculdade de Medicina de Paris. Com o início da Guerra Franco-Prussiana, em 1870, Richet interrompeu seus estudos e serviu, como guarda, no Hôtel des Invalides, experiência que aprofundou seu apreço pela paz, e aumentou seu desgosto pela violência. Voltando aos estudos após o conflito, acabou optando pela fisiologia, e não pela cirurgia como seu pai, para se tornar doutor em medicina, em 1877.  Seu interesse pela fisiologia experimental foi seguido por um doutorado em ciências, em 1877, e por diplomas adicionais, em ciências anatômicas, físicas e naturais.
Ainda em 1877, casou-se com Amélie Aubry, com quem teve cinco filhos, Georges, Jacques, Charles, Albert e Alfred, além de duas filhas, Louise e Adele.
Em 1881, Richet chefiou um laboratório de fisiologia, antes de assumir uma cadeira como professor de fisiologia na Universidade de Paris-Sorbonne, cargo que ocupou entre os anos de 1887 e 1927.
Richet foi editor do Revue Scientifique por vinte e quatro anos, entre 1878 e 1902, além de co-editor do Journal de Physiologie et de Pathologie Générale, entre 1917 e 1935, ano de seu falecimento. Durante sua carreira, publicou mais de 700 artigos em revistas científicas, escreveu romances — como "Possession", de 1887 e "Soeur Marthe", de 1890 —, peças de teatro — como "Socrate", de 1910 —, e poemas — como "La Gloire de Pasteur", de 1913 —, sob o pseudônimo Charles Epheyre. O ápice de sua carreira como dramaturgo, no entanto, foi com "Circé", peça em verso que estreou em 3 de abril de 1905 no Teatro de Monte Carlo, com a famosa atriz Sarah Bernhardt atuando no papel principal.
Richet faleceu em sua casa parisiense, em 4 de dezembro de 1935, aparentemente devido a complicações de insuficiência cardíaca. Ele tinha 85 anos. De todos os elogios que recebeu em vida, nenhum o expressou melhor do que aquele dado pelo neurofisiologista, e também ganhador do Nobel, Sir Charles Sherrington: "Homenagear Richet é homenagear o espírito da fisiologia em sua apresentação mais elegante, eloquente e inspiradora".

## Pesquisa

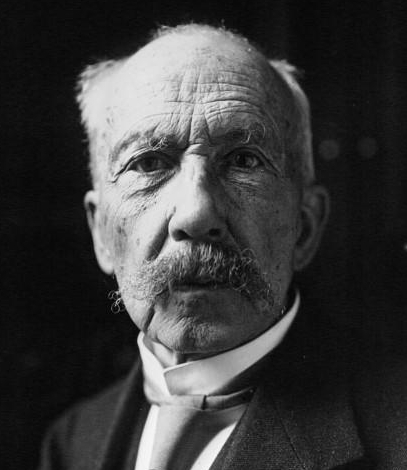
Charles Richet, em 1922

Desde o início de sua carreira, Richet se concentrou em pesquisas ligadas à medicina, particularmente no campo da fisiologia. Trabalhou nos laboratórios de vários cientistas renomados de sua época, entre os quais Jules Marey, Marcelin Bethelot, Alfred Vulpian, Paul Bert e Charles Robin. O médico e fisiologista francês Claude Bernard foi uma importante influência em suas pesquisas, especialmente em suas experiências relacionadas à natureza do suco gástrico, que o levaram a afirmar, pela primeira vez, que o ácido clorídrico era a base de tal fluido.
Richet investigou também o uso de injeção seroterápica para tuberculose, compostos anestésicos, métodos de tratamento de epilepsia, a natureza das contrações musculares, os efeitos tóxicos de sais inorgânicos, o controle nervoso dos batimentos cardíacos e os efeitos diuréticos do açúcar.
Em 1883, Richet começou a estudar o mecanismo de termorregulação, descobrindo a perda de calor em cães através de sua respiração ofegante. Em 1887, Richet descobriu o papel do cérebro na regulação da temperatura corporal, e realizou diversos experimentos metabólicos em colaboração com Maurice Hanriot, estudando, entre outros, o efeito da fome no corpo humano.
Percebendo a necessidade de um anestésico mais eficiente do que o clorofórmio, empregado na época, Richet inventou, junto com seus assistentes, um novo composto a partir da antiga base clorofórmica e da sacarose, ao qual chamaram cloralose. Seu efeito era o de um sono hipnótico, porém mantendo todos os reflexos animais intactos. No decorrer da Primeira Guerra Mundial, Richet demonstrou a utilidade da cloralose como anestésico geral, recomendando-o como alternativa ao éter durante a realização de partos.

### Descoberta da anafilaxia

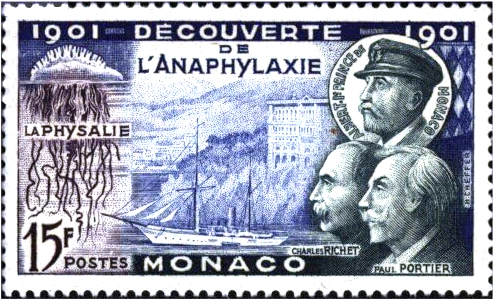
Selo de Mônaco, do ano de 1953, celebrando a descoberta da anafilaxia, exibindo Charles Richet e Paul Portier

Considerado o mais importante trabalho de Charles Richet no campo da fisiologia, a pesquisa e os estudos que levaram à descoberta da anafilaxia começaram no ano de 1901. Acompanhado por Paul Portier, professor de fisiologia comparativa da Universidade de Paris, em 1901 Richet se uniu a uma expedição científica, liderada pelo Príncipe Alberto I, de Mônaco, que nutria um grande interesse por oceanografia. O objetivo inicial da expedição era estudar os efeitos tóxicos do fluido dos nematocistos da caravela-portuguesa e dos tentáculos da anêmona-do-mar e tentar a imunização dos animais contra as toxinas.
No entanto, ao invés de obter a profilaxia, Richet e Portier acabaram por induzir uma reação de hipersensibilidade fatal ao cão de Richet, Netuno, durante a viagem. De volta ao laboratório em Paris, repetiram o experimento, observando que uma única injeção da toxina não produziu sintomas nos cães mas que, uma segunda injeção, administrada em um intervalo entre 14 e 22 dias, provocou sintomas clássicos de choque e morte, em menos de 30 minutos. Eles descreveram este resultado como a administração de uma substância que é insuficiente para matar um animal normal, mas que produz sintomas fulminantes e morte* em um animal previamente inoculado com a mesma substância.
Richet e Portier reconheceram que este resultado inesperado poderia ter consequências patológicas, e que se tratava de um novo fenômeno. Richet, então, batizou-o afilaxia, do grego "a" (contrário) e "filaxia" (proteção), nome posteriormente alterado para anafilaxia ("sem proteção"), por julgar afilaxia pouco expressivo. Este trabalho acabou se mostrando um passo fundamental para o desenvolvimento da imunologia, indo além de sua base em bacteriologia, e para a compreensão moderna dos mecanismos de hipersensibilidade. Richet continuou a trabalhar em anafilaxia e, por seu trabalho em tal descoberta, foi agraciado com o Prêmio Nobel de Fisiologia, em 1913.

## Outros interesses

### Espiritualismo e metapsíquica
Assim como fizeram outros estudiosos e cientistas de destaque de sua época, como Oliver Lodge, Frederic Myers e William Crookes, Charles Richet pesquisou os fenômenos psíquicos, organizando e tomando parte de muitas sessões espíritas, investigando alegações feitas por médiuns populares da época, como Marthe Beráud — exposta como fraude em 1950 —, Stephen Ossowiecki, Eusapia Palladino e Elizabeth Esperance.
 

Realizando experimentos com a medium Marthe Beráud, em Argel, Richet se convenceu da realidade da materialização, embora chamasse o fenômeno de "absurdo". Ele explicou:
Os espiritualistas me culparam por usar a palavra "absurdo"; e não foram capazes de entender que admitir a realidade desses fenômenos era, para mim, uma dor real; mas pedir a um fisiologista, um físico ou um químico para admitir que uma forma que tem circulação de sangue, calor e músculos, que exala ácido carbônico, tem peso, fala e pensa, pode sair de um corpo humano é pedir a ele um esforço intelectual que é realmente doloroso.
Em suas investigações de fenômenos psíquicos, Richet utilizava protocolos científicos rigorosos, que impulsionaram e influenciaram a experimentação em geral. Introduziu seu programa de pesquisa sobre adivinhação utilizando estudos duplo-cegos e análises estatísticas, oferecendo ferramentas que se tornariam padrão nas ciências humanas e sociais experimentais.
Richet foi provavelmente a figura mais importante no desenvolvimento da investigação científica neste campo na França, publicando uma extensiva bibliografia relacionada à parapsicologia e o espiritualismo. Descreveu um fenômeno ao qual chamou criptestesia, como sendo a capacidade dos médiuns de ler o que está escrito em um pedaço de papel dobrado, e postulou que tal capacidade se devia a um "sexto sentido", além dos cinco sentidos convencionalmente aceitos: tato, paladar, olfato, visão e audição.
Em 1891, Richet foi o responsável pela fundação do periódico acadêmico Les Annales des Sciences Psychiques (em português: Os Anais das Ciências Psíquicas), uma publicação que incentivava o estudo internacional e a discussão de questões psíquicas. Algumas dessas discussões naturalmente giravam em torno da mediunidade, que Richet também estudava.
 

Em 1897, tornou-se presidente da Sociedade de Pesquisa Psíquica. Em seu discurso inaugural, utilizou o termo "metapsíquica" para descrever o estudo da pesquisa psíquica ou do paranormal. Em 1919, tornou-se presidente do Institut Métapsychique International, financiado pelo industrialista Jean Meyer. Na ocasião, ele afirmou:
A metapsíquica ainda não é oficialmente uma ciência, reconhecida como tal. Mas será... Em Edimburgo, pude afirmar perante cem fisiologistas que nossos cinco sentidos não são nossos únicos meios de conhecimento e que um fragmento da realidade às vezes atinge a inteligência de outras maneiras... Só porque um fato é raro não é razão para que ele não exista. Só porque um estudo é difícil, é razão para não entendê-lo? Aqueles que criticaram a metapsíquica como uma ciência oculta ficarão tão envergonhados de si mesmos quanto aqueles que criticaram a química sob o argumento de que a busca pela pedra filosofal era ilusória. Saudações, então, à nova ciência que mudará a orientação do pensamento humano.
Apesar do intenso envolvimento de Richet com a pesquisa psíquica, permaneceu cético a seu respeito, sendo o tema fonte constante de tensão para si, já que não acreditava na sobrevivência da personalidade após a morte, "porque não conseguia conciliá-la com sua concepção materialista-mecanicista do universo", tal como citado por Oliver Lodge.

Ao se aposentar da Faculdade de Medicina em 1925, Richet quis que o tema de sua palestra final formal para o corpo docente e os alunos fosse sobre pesquisa psíquica. No entanto, os professores, conservadores e tradicionais, recusaram seu pedido, pedindo-lhe que abordasse o tema da história da fisiologia. Assim, acabou fazendo sua palestra sobre pesquisa psíquica antes de sua última fala.

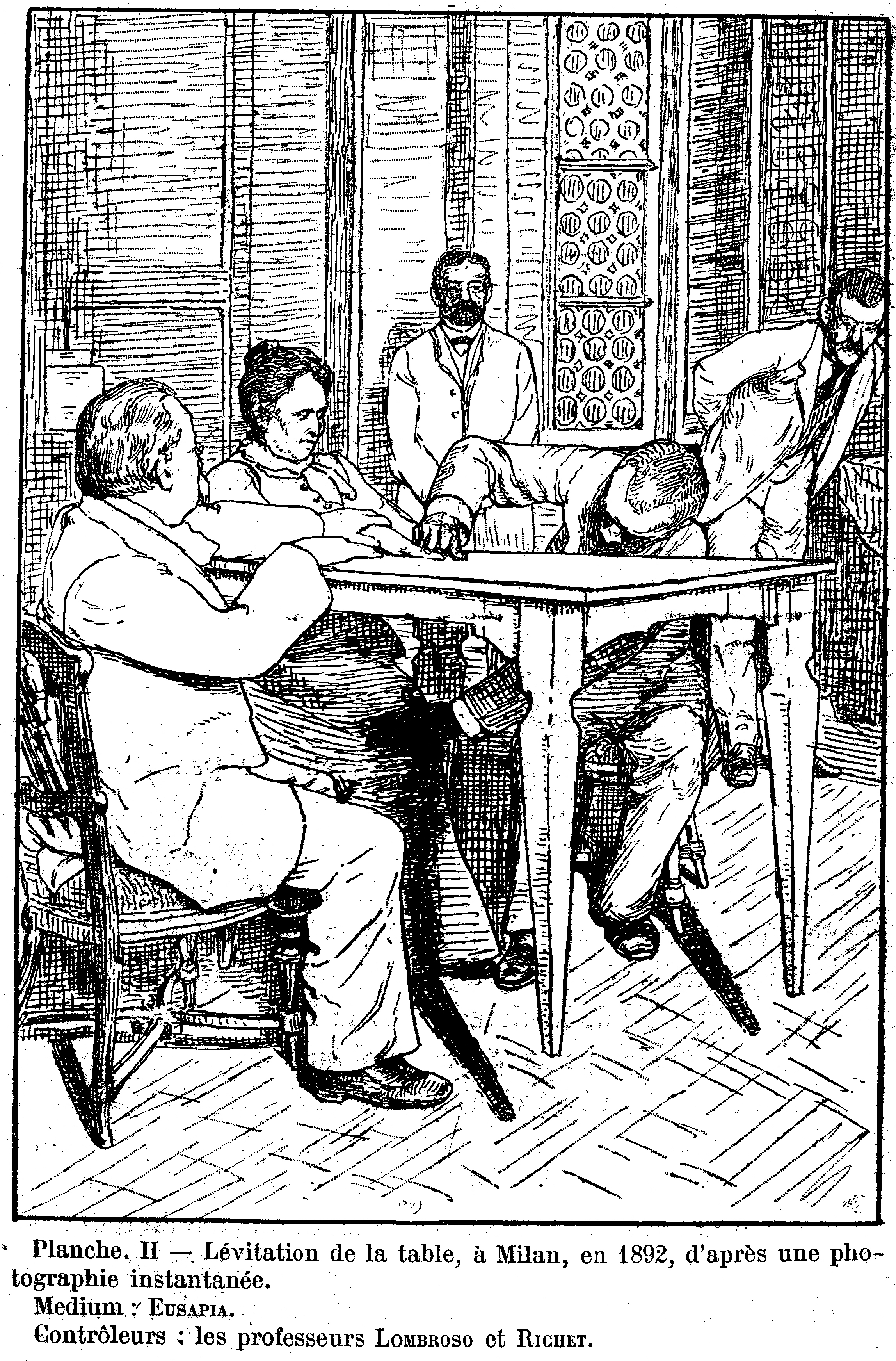
Cesare Lombroso e Charles Richet "assumem o controle", enquanto Eusapia Palladino levita uma mesa, em Milão, 1892.

#### Sessões em Milão
Charles Richet conduziu sessões espíritas em Milão com  Eusapia Palladino, onde, junto com uma equipe, foi capaz de observar fenômenos como a levitação de mesas e alterações no peso da médium. Publicados nos Annales des Sciences Psychiques em 1893, os relatos detalharam a levitação de uma mesa de cozinha, e variações inexplicáveis no peso de Palladino em uma balança. Embora Richet tenha buscado explicações mecânicas, ele considerou a hipótese de fraude por parte da médium plausível, talvez com ela usando seus pés — mas ressaltou a dificuldade de confirmar essa teoria.
Fenômenos adicionais, como toques e aparições de mãos, ocorreram em condições de escuridão ou semiescuridão. Em experimentos mais controlados, mesmo com as mãos e os pés de Palladino segurados, Richet e outros observadores relataram ter sido tocados por mãos e visto aparições, além de encontrar uma impressão de mão em argila. No entanto, as condições dos experimentos frequentemente apresentavam características suspeitas, como a necessidade de escuridão e a recusa da médium em aceitar restrições mais rigorosas, o que levantou dúvidas sobre a autenticidade dos fenômenos.
Apesar das observações intrigantes, Richet e a comissão científica, mesmo reconhecendo a dificuldade de atribuir os fenômenos a engano consciente ou inconsciente, concluíram que não havia provas conclusivas e irrefutáveis de que não houve fraude por parte de Eusapia Palladino, ou ilusão por parte dos observadores. Sugeriram que futuras investigações deveriam incluir medidas mais rigorosas, como a busca da médium antes das sessões e a proteção de portas e janelas, para fortalecer a evidência de uma nova força física ou, alternativamente, confirmar a hipótese de fraude.

### Aviação

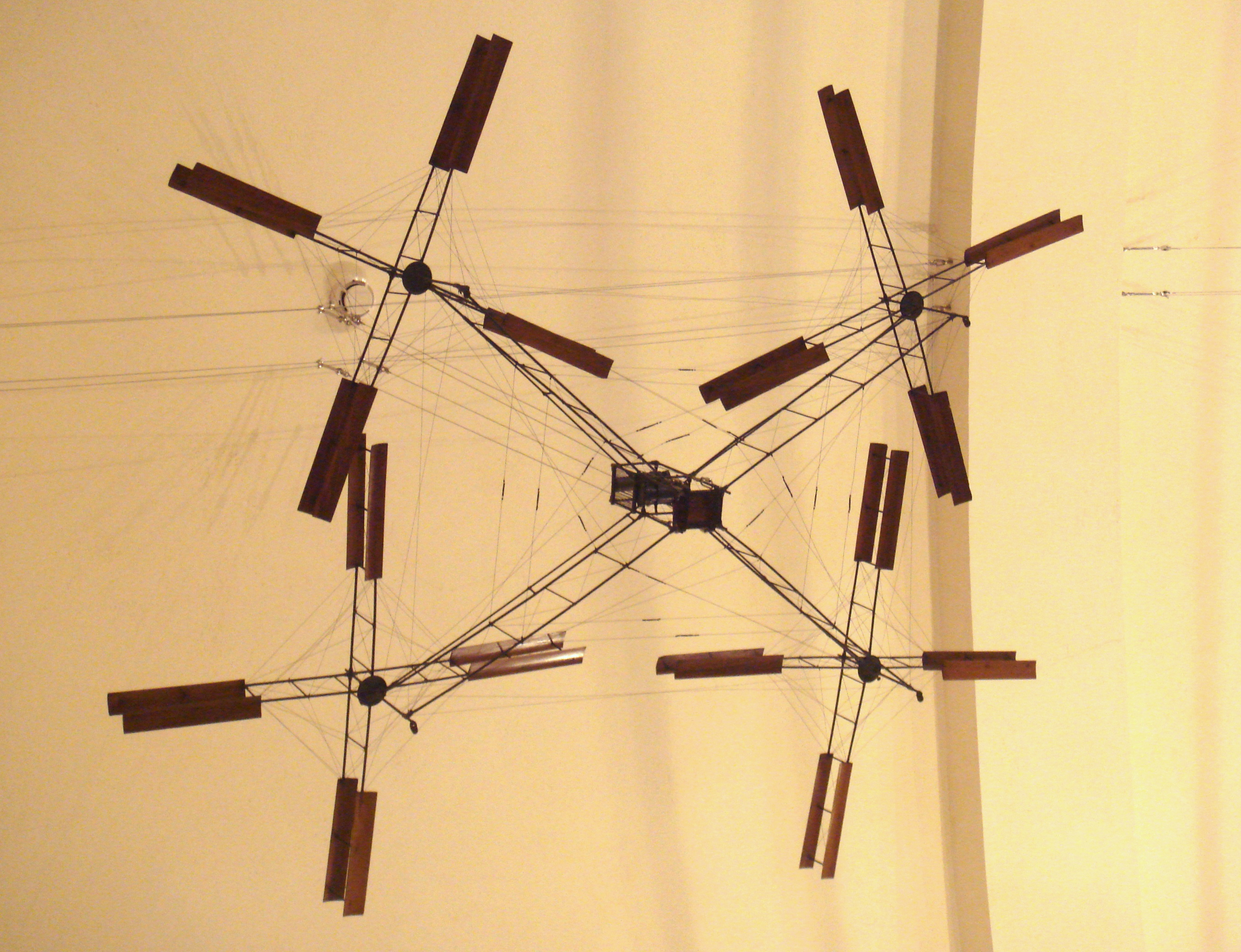
Modelo em escala do Giroplano nº 1, 1907

Richet se viu atraído pela aviação através dos experimentos do professor Étienne-Jules Marey, e da publicação, em 1873, de sua obra La Machine Animale. Richet esperava que o avião tornasse barreiras naturais entre os países, como rios e montanhas, mais permeáveis, considerando que o espaço atmosférico não conhece fronteiras.
Em 1888, conheceu o pioneiro da aviação Victor Tatin, enquanto ambos trabalhavam no laboratório do fisiologista Jules Marey. A partir daquele mesmo ano, trabalharam em colaboração, realizando experiências com máquinas voadoras. Em 1890, conseguiram fazer voar um monoplano não tripulado, movido a vapor, com uma envergadura total de 6,6 m (21,7 pés), a uma velocidade de 18 m/s. Richet posteriormente reivindicou o crédito pela construção e lançamento do primeiro avião.
Posteriormente, Louis Charles Breguet e seu irmão, Jacques — outros dois pioneiros da aviação —, se juntaram a Richet e Tatin. A equipe trabalhou intensivamente na construção de uma máquina voadora pilotada e movida a motor. Em 1904, pouco tempo antes que estivessem prontos para realizar seu primeiro voo, os irmãos Wright obtiveram sucesso no voo de sua própria aeronave.
Em 1907, construíram juntos o primeiro helicóptero do mundo, o "Giroplano nº 1", que consistia de uma grande estrutura, equipada com quatro rotores de 8 metros de diâmetro, acionados por um motor Antoinette de 40 cavalos de potência. O giroplano tinha um piloto e era capaz de se erguer a cerca de 60 centímetros do solo. No entanto, não se pôde afirmar que ele havia feito o primeiro voo livre de helicóptero, uma vez que o protótipo, pesando 540 quilos, precisava ser sustentado por quatro homens, e não podia ser controlado. Testes posteriores confirmaram a sustentação assistida a até 1,50 metro de altura, e sua versão posterior, o Giroplano nº 2, conseguiu voar livremente em 1908.

### Eugenia e racismo
Um dos interesses mais controversos de Richet era a eugenia. Acreditando que a França estava em declínio e passando por degeneração no final do século XIX, ele foi co-fundador, em 1896, da Aliança Francesa Contra a Despopulação, e vice-presidente da Sociedade Francesa de Eugenia, em 1919.
Em seu livro "Sélection humaine" (em português: Seleção humana), publicado em 1919, mencionou: "Os fracos são esmagados, o indivíduo não é nada, a espécie é tudo... não se contentará mais em aperfeiçoar coelhos e pombos, mas tentará aperfeiçoar os humanos".
Richet defendia a puericultura, que visava melhorar a espécie humana através da melhoria das condições de vida de gestantes e recém-nascidos, combatendo influências negativas, como sífilis e alcoolismo. No entanto, sua visão eugênica evoluiu para uma posição mais radical, em que chegou a sugerir a eliminação do que chamou "indivíduos inúteis".
Em 1919, Richet publicou o livro "Sélection humaine" (em português: Seleção humana), em que defendeu que crianças malformadas deveriam ser mortas ao nascer, e que indivíduos com deficiência não deveriam se casar, chegando a propor a castração em alguns casos. Ele acreditava que apenas pessoas fisicamente aptas e inteligentes deveriam ter famílias numerosas.
Além de suas opiniões eugênicas, Richet expressou visões profundamente racistas, chamando a espécie humana de Homo stultus ("homem estúpido"), em vez de Homo sapiens ("homem sábio"). Ele proferiu comentários depreciativos sobre as raças negra, amarela e vermelha, descrevendo-as como inferiores à raça branca.
Richet, que era um apoiador de Darwin, estendia sua visão de "sobrevivência do mais apto" à sociedade humana, argumentando que os mais inteligentes, fortes e corajosos mereciam triunfar sobre os fracos. Ele também listou hábitos como o consumo de álcool, drogas e tabaco como degenerativos. As ideias de Richet sobre eugenia e raça, embora chocantes para os padrões atuais, eram importantes para sua visão geral sobre a vida e a paz.

## Obras selecionadas
- O Tratado de Metapsíquica
- A Grande Esperança
- O Sexto Sentido
- A Evolução do Homem e a Inteligência